# Christian Allesch
Christian Gerd Allesch (* 14. Januar 1951 in Grieskirchen; † 4. April 2022 in Salzburg) war ein österreichischer Psychologe und liberaler Politiker (NEOS; ehemals FPÖ und LIF). Er war außerordentlicher Universitätsprofessor am Fachbereich Psychologie der Universität Salzburg.

## Wissenschaft
Allesch stammte aus Oberösterreich. Er studierte von 1969 bis 1973 Psychologie an der Universität Salzburg. 1973 wurde er über die „Phänomenologie der Begeisterung“ zum Dr. phil. promoviert.
Von 1974 bis 1978 war er als Universitätsassistent am dortigen Institut für Psychologie tätig; in dieser Zeit war er in Projekte des Forschungsinstitutes der Herbert-von-Karajan-Stiftung für experimentelle Musik-Psychologie in Salzburg eingebunden. 1982/83 war er Stipendiat der Görres-Gesellschaft und Lektor am psychologischen Institut und im Lehrgang für Musiktherapie. 1984 wurde er Oberassistent und 1985 habilitierte er sich für das Fach Psychologie mit besonderer Berücksichtigung der psychologischen Ästhetik an der Naturwissenschaftlichen Fakultät. 1992 war er Gastprofessor für Persönlichkeitspsychologie und Psychologische Diagnostik und 1994/95 für die Geschichte der Psychologie an der Universität Innsbruck. Außerdem wurde er in der politischen Erwachsenenbildung tätig.
Von 1995 bis 1997 war Christian Allesch Leiter des „Liberalen Bildungsforums“ des LIF.
1997 wurde er außerordentlicher Universitätsprofessor und Vorsitzender der Curricularkommission für Psychologie. Seine Forschungsschwerpunkte sind psychologische Ästhetik, Geschichte der Psychologie, Kultur-, Persönlichkeits- und Umweltpsychologie. Er war u. a. Vorstandsmitglied der Gesellschaft für Kulturpsychologie und war von 2014 bis 2016 Sprecher der Fachgruppe Geschichte der Psychologie der Deutschen Gesellschaft für Psychologie.
Neben psychologischen Beiträgen in Fachzeitschriften veröffentlichte er u. a. auch im Österreichischen Jahrbuch für Politik.

## Politik
Allesch war 1971 Mitbegründer des bis in die 1980er Jahre bestehenden und maßgeblich durch Bundesparteiobmann Friedrich Peter geförderten Atterseekreises und galt bis zu seinem Austritt als „liberaler Exponent“ bzw. „Vordenker“ der Freiheitlichen Partei Österreichs (FPÖ). Er war ab 1978 Seminarleiter und von 1980 bis 1982 als Nachfolger von Fritz Wolfram Geschäftsführer des Freiheitlichen Bildungswerkes (heute als FPÖ-Bildungsinstitut neu gegründet) in Wien, das seinerzeit unter dem Vorsitz von Horst Schender stand, sowie 1984 Gründungsmitglied des Liberalen Clubs von Salzburg. Von 1977 bis 1980 stand er als Bundesobmann zudem der FPÖ-Vorfeldorganisation Ring Freiheitlicher Jugend (RFJ) vor, die sich nach seiner Zeit rechtsradikalisieren sollte.
Aus liberaler Überzeugung heraus verließ er die Haider-FPÖ und engagierte sich später in der liberalen Parteispaltung, Liberales Forum (LIF), um Heide Schmidt. Von 1993 bis 1995 war er der erste Landessprecher des Liberalen Forums in Salzburg. Bei der Nationalratswahl im Dezember 1995 war er Spitzenkandidat des LIF im Regionalwahlkreis 5A Salzburg Stadt, doch erreichte das LIF in diesem Wahlkreis mit 8,4 % der Stimmen kein Grundmandat. Von 1995 bis 1997 war er Geschäftsführer des Liberalen Bildungsforums (LBF), der politischen Akademie der Partei. Bei der Europawahl in Österreich 1999 kandidierte er für das Liberale Forum auf Listenplatz 37; seine Partei erhielt 2,66 % der Stimmen und schaffte nicht nochmal den Einzug ins Europaparlament. 2008 war er LIF-Kandidat – Platz 2 der Salzburger Landesparteiliste – bei der österreichischen Nationalratswahl; mit 2,09 % der Stimmen scheiterte die Partei an der Vier-Prozent-Sperrklausel.
Bei der Nationalratswahl in Österreich 2013 trat er erfolglos auf Platz 8 der Regionalparteiliste der liberalen NEOS, die mit LIF ein Wahlbündnis geschlossen hatten und ein Jahr später fusionierten, im Regionalwahlkreis 5A (Salzburg Stadt) an.

## Schriften
- mit Wilhelm Josef Revers: Handbuch zum thematischen Gestaltungstest (Salzburg). Beltz, Weinheim 1985, ISBN 3-407-86210-5.
- Geschichte der psychologischen Ästhetik. Untersuchungen zur historischen Entwicklung eines psychologischen Verständnisses ästhetischer Phänomene. Verlag für Psychologie Hogrefe, Göttingen u. a. 1987, ISBN 3-8017-0252-9.
- mit Elfriede Billmann-Mahecha (Hrsg.): Perspektiven der Kulturpsychologie. Asanger, Heidelberg 1990, ISBN 3-89334-175-7.
- mit Otto Neumaier (Hrsg.): Rudolf Arnheim oder die Kunst der Wahrnehmung. Ein interdisziplinäres Porträt. WUV, Wien 2004, ISBN 3-85114-827-4.
- Einführung in die psychologische Ästhetik (= UTB. 2773). WUV (UTB), Wien 2006, ISBN 3-8252-2773-1.
- mit Michaela Schwarzbauer (Hrsg.): Die Kultur und die Künste (= Wissenschaft und Kunst. Band 7). Winter, Heidelberg 2007, ISBN 978-3-8253-5392-6.